# Frederik 3. (Tysk-romerske rige)
 For alternative betydninger, se Frederik 3. (flertydig). (Se også artikler, som begynder med Frederik 3.)
Friedrich III (født 21. september 1415 i Innsbruck, død 19. august 1493 i Linz) af huset Habsburg var kejser af det Tysk-romerske Rige. Han var gift med Eleonore Helena af Portugal, datter af den portugisiske konge Eduard 1. og hans hustru Eleonore af Aragonien.
| Frederik 3.Huset HabsburgFødt: 21. september 1415 Død: 19. august 1493 |                               |                              |
| Titler som regent                                                      |                               |                              |
| Foregående: Sigismund                                                  | Tysk-romersk kejser 1452–1493 | Efterfølgende: Maximilian 1. |